# Anna Trincher
Anna Leonidivna Trincher (en ucraniano: Анна Леонідівна Трінчер; Kiev, Ucrania; 3 de agosto de 2001) es una cantante, actriz de televisión y de voz ucraniana. Fue la representante de Ucrania en el Festival de la Canción de Eurovisión Junior de 2015 con la canción «Pochny z sebe».

## Carrera

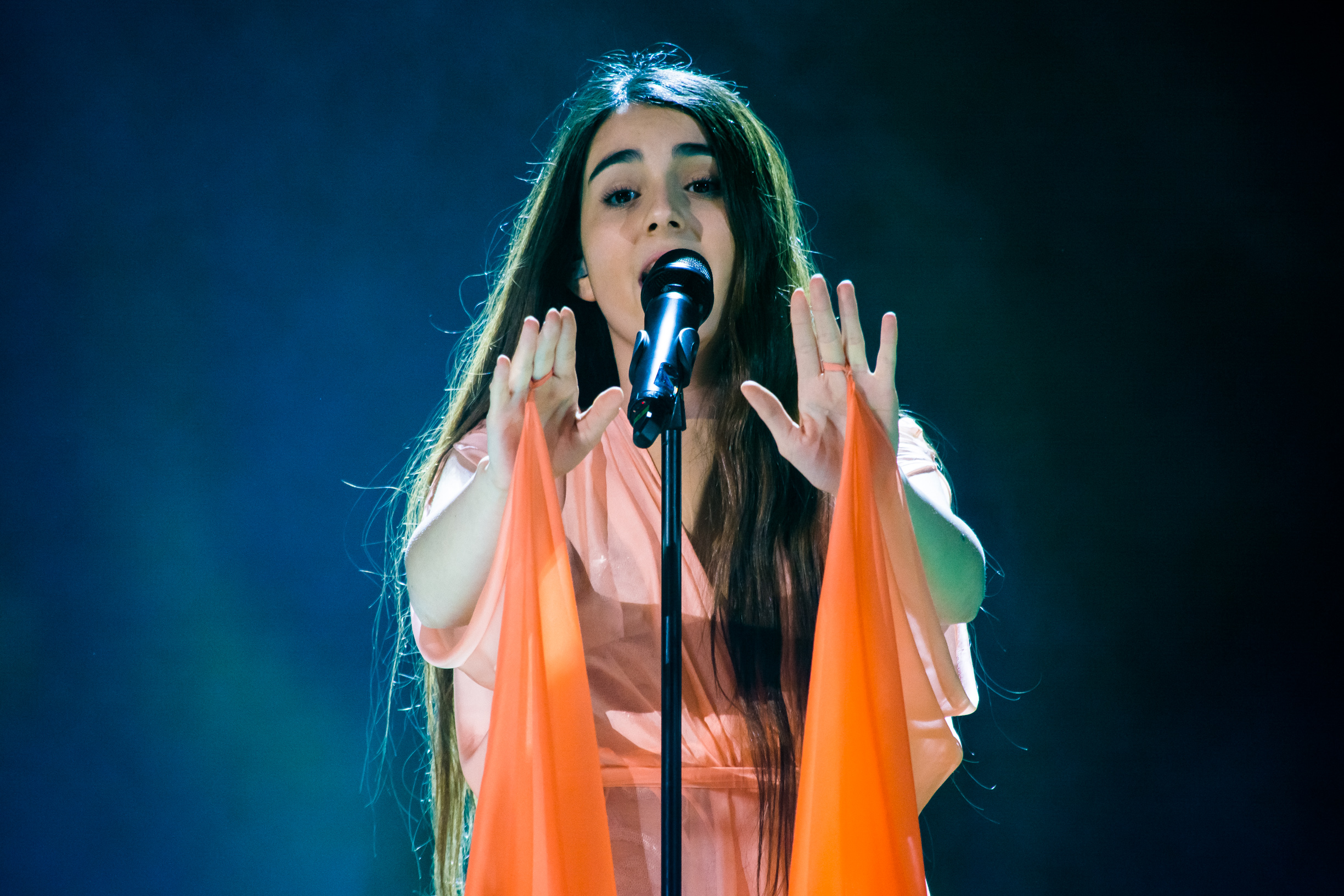
Trincher en el Festival de la Canción de Eurovisión Junior de 2015.

En 2015 compitió en la segunda temporada de la versión ucraniana de La Voz Kids, donde cantó la canción Let It Be en el casting y avanzó a la siguiente ronda, donde perdió ante Mihajlo Zar. Ese mismo año participó en la selección para representar a Ucrania en el Festival de la Canción de Eurovisión Junior de ese año con la canción «Pochny z sebe». Ganó la final nacional el 22 de agosto y representó oficialmente al país el 21 de noviembre en Sofía, Bulgaria, terminando en el puesto 11 con 38 puntos.
El 16 de junio de 2016, Trincher recibió un premio del alcalde de Kiev, Vitali Klichkó, por «los logros especiales de la juventud en el desarrollo de la capital de Ucrania». El 20 de noviembre de ese año, participó como presentadora en el Festival de la Canción de Eurovisión Junior, anunciando los resultados de la votación del jurado ucraniano.
En 2018 participó en la octava edición de la versión ucraniana de La Voz, donde obtuvo el tercer lugar.

## Filmografía
| Título                        | Año     | Rol         | Notas                |
| ----------------------------- | ------- | ----------- | -------------------- |
| Realna mistyka                | 2017    | Sabina      | Episodio: «Khatynka» |
| Spider-Man: un nuevo universo | 2018    | Peni Parker | Doblaje ucraniano    |
| Shkola                        | 2018    |             | Telefilme            |
| Skhola                        | 2018-19 | Nata        | Serie de televisión  |
| Novorichnyy yanhol            | 2018    | Ksenia      | Telefilme            |
| Koroli palat                  | 2019    | Ella misma  | Serie de televisión  |
| Moya ulyublena Strashko       | 2021    |             |                      |
| Skazhene vesillya 3           | 2021    | Gitana      |                      |
| Liubov i blohery              | 2022    |             |                      |
| Susidka                       | 2022    |             |                      |